# Get Rich or Die Tryin' (film)
Get Rich or Die Tryin' è un film del 2005 diretto da Jim Sheridan, che vede nei panni di protagonista il noto rapper 50 Cent.

## Trama
Marcus Greer è il figlio di una ragazza madre che tenta di proteggerlo dalla violenza delle strade di New York e fargli vivere una vita dignitosa nonostante la mancanza del padre di cui non vuole rivelare l'identità. Quando la giovane signora Greer viene uccisa, il ragazzino dodicenne si trasferisce dai nonni materni ma capisce subito quali sono le dure regole del gioco e per cercare di emergere nel mondo dell'hip-hop e allo stesso tempo diventare un vero gangster si infila in un giro di spaccio dominato da Majestic (Adewale Akinnuoye-Agbaje) da una parte e dai colombiani dall'altra.
La lotta per il potere tra le due gang rivali fa finire Marcus in prigione; lontano dall'attività può finalmente coltivare la passione per la musica e, grazie all'incontro con Bama (Terrence Howard), che diventerà il suo manager, pensare ad un futuro diverso da quello che lo aspetta in strada. Una volta fuori dal carcere dovrà però fare i conti con Majestic, e cercare di sopravvivere a un attacco a colpi di arma da fuoco. Basato sulla vera storia di 50 Cent (al secolo Curtis Jackson) Get Rich Or Die Tryin' prende il titolo dall'album d'esordio del rapper e si avvale delle musiche originali create ad hoc durante le riprese.